# Pasara minuta
Pasara minuta är en insektsart som beskrevs av Irena Dworakowska 1981. Pasara minuta ingår i släktet Pasara och familjen dvärgstritar. Inga underarter finns listade i Catalogue of Life.